# Hörður Grímkelsson
Hörður skáld Grímkelsson (Hordhur, 935-983) fue un escaldo y vikingo de Úlfljótsvatn, Árnessýsla en Islandia. Es el personaje principal de la Saga Harðar ok Hólmverja. Era hijo de Grímkell Bjarnason (n. 910), un colono noruego procedente de Orkadal, y de Signý Valbrandsdóttir (907 - 950), una hija de Valbrandur Valþjófsson (n. 880) de Meðalfell, Reynivellir, Kjósarsýsla. Signý estuvo previamente casada con Þorgeir Finnsson (n. 903) y tuvo un hijo de esa relación, Grímur Þorgeirsson (n. 932).
Según la saga Hörður vivó en la isla de Hólmi y se convirtió en un importante caudillo de la región de Hvalfjörður, pero fue proscrito y lideró un grupo de vikingos conocidos como Hólmverjar que devastaron la isla para ser finalmente traicionado y asesinado durante una presunta tregua. La saga menciona que antes de caer en el campo de batalla, se llevó por delante a trece de sus atacantes. Su esposa era Helga Haraldsdóttir, hija de un jarl de Noruega que a la muerte de su marido, escapó del país con sus dos hijos.